# Aupa Etxebeste!
Aupa Etxebeste! es una película española dirigida por Asier Altuna y Telmo Esnal. Está rodada íntegramente en euskera, aunque existe una versión doblada al castellano.
En el año 2019 se estrenó una secuela, que lleva por título Agur Etxebeste!

## Argumento
El mismo día que los Etxebeste salen de vacaciones se quedan sin dinero porque son pobres. Pasarán las vacaciones escondidos en casa para mantener las apariencias frente a los vecinos del pueblo, ya que se acercan las elecciones y Patricio es candidato a la alcaldía. Los Etxebeste aprovechan su estancia clandestina en casa para echarse en cara mentiras y miserias, pero a su vez pasarán las mejores vacaciones de su vida.

## Reparto
Los actores principales son: 
- Ramón Agirre: Patrizio
- Elena Irureta: María Luisa
- Paco Sagarzazu: Luciano
- Iban Garate: Iñaki
- Iñake Irastorza: Axun
- Patxi González: Exenarro
- José Mari Agirretxe: Julián
- Felipe Barandiaran: Juan
- Ane Sánchez: Maite
- Guillermo Toledo: ladrón
- Luis Tosar: ladrón

## Palmarés cinematográfico
- Premio de la Juventud en el Festival de Cine de San Sebastián.
- Ganador del Festival Internacional de Cine de Siena (Italia).